# Kyle of Tongue
Kyle of Tongue, schottisch-gälisch: Caol Thunga, ist eine schottische Meeresbucht. Sie liegt an der schottischen Nordküste in der ehemaligen Grafschaft Sutherland, die heute Teil der Council Area Highland ist. Die Bucht und das umliegende Gelände bilden eine der 40 schottischen National Scenic Areas.

## Beschreibung
Der Kyle of Tongue ist die südliche Fortsetzung der Tongue Bay. Vom Übergang der Tongue Bay in den Kyle of Tongue gerechnet reicht die Bucht etwa zehn Kilometer ins Landesinnere. An der Grenze zur Tongue Bay ist der Kyle of Tongue etwa zwei Kilometer breit und verjüngt sich landeinwärts. Am inneren Ende, wo der Kinloch River in den Kyle of Tongue mündet, beträgt die Breite nur noch etwa 700 m. Die maximale Wassertiefe beträgt etwa neun Meter. In den Bereichen nahe der Tongue Bay. Landeinwärts wird die Bucht wesentlich flacher, wobei zahlreiche Sandbänke die Wassertiefe an vielen Stellen verringern.
Die Umgebung des Kyle of Tongue ist dünn besiedelt. Mit dem östlich der Bucht gelegenen Dorf Tongue befindet sich in Ufernähe lediglich eine nennenswerte Ansiedlung. Ebenfalls am östlichen Ufer liegen das Herrenhaus Tongue House und auf einer Anhöhe das Castle Varrich, von der man einen guten Blick über die Bucht hat. Etwa in der Mitte der Bucht bei Tongue House überquert die A838 auf einer schmalen Brücke den Kyle of Tongue.

## Geschichte
Während des Jakobitenaufstands von 1745 versuchte Frankreich die Aufständischen durch die Lieferung von 13.000 £ in Goldmünzen zu unterstützen. Die Goldmünzen sollten auf dem Schiff „Hazard“ nach Inverness transportiert werden. Da der Transport am 25. Februar 1746 von der „HMS Sheerness“, einer Fregatte der Royal Navy, entdeckt wurde, floh die „Hazard“ in den Kyle of Tongue, wo die Goldmünzen entladen wurden, um sie über Land nach Inverness zu transportieren. Nachdem die Besatzung auch an Land auf regierungstreue Truppen traf, versenkte sie die Münzen im nahe gelegenen Lochan Hakel.
In Tongue house liegt ein runder Cairn vom Typ Orkney-Cromarty mit einer polygonalen Kammer, der um 1867 von Horsburgh ausgegraben und bis 1909 fast vollständig zerstört wurde. Er hat etwa 15 m Durchmesser, mit teilweise erhaltenen Randsteinen.